# Parischer Marmor

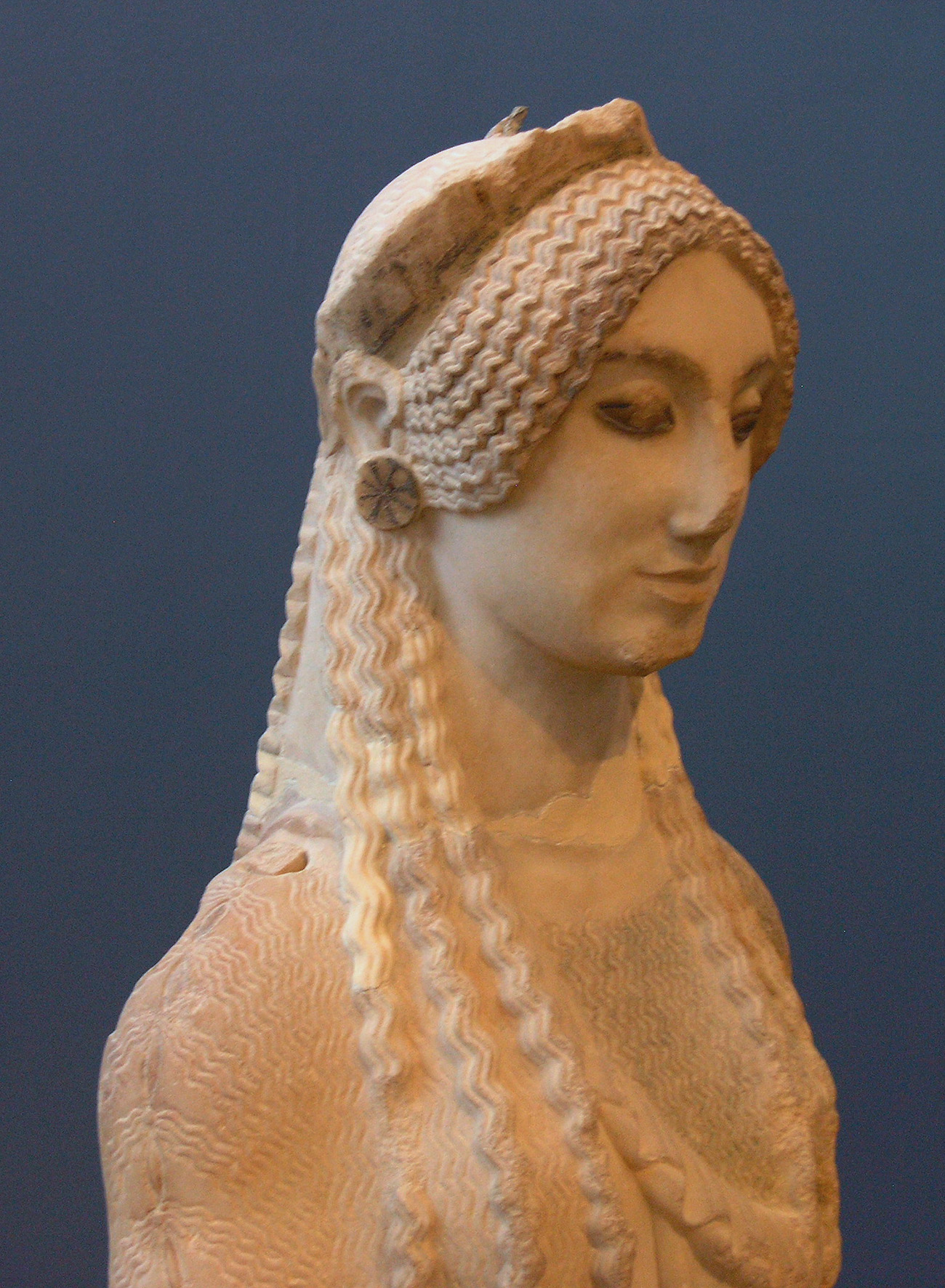
Büste eines Mädchens (Kore) aus Parischem Marmor im Akropolis-Museum, Athen

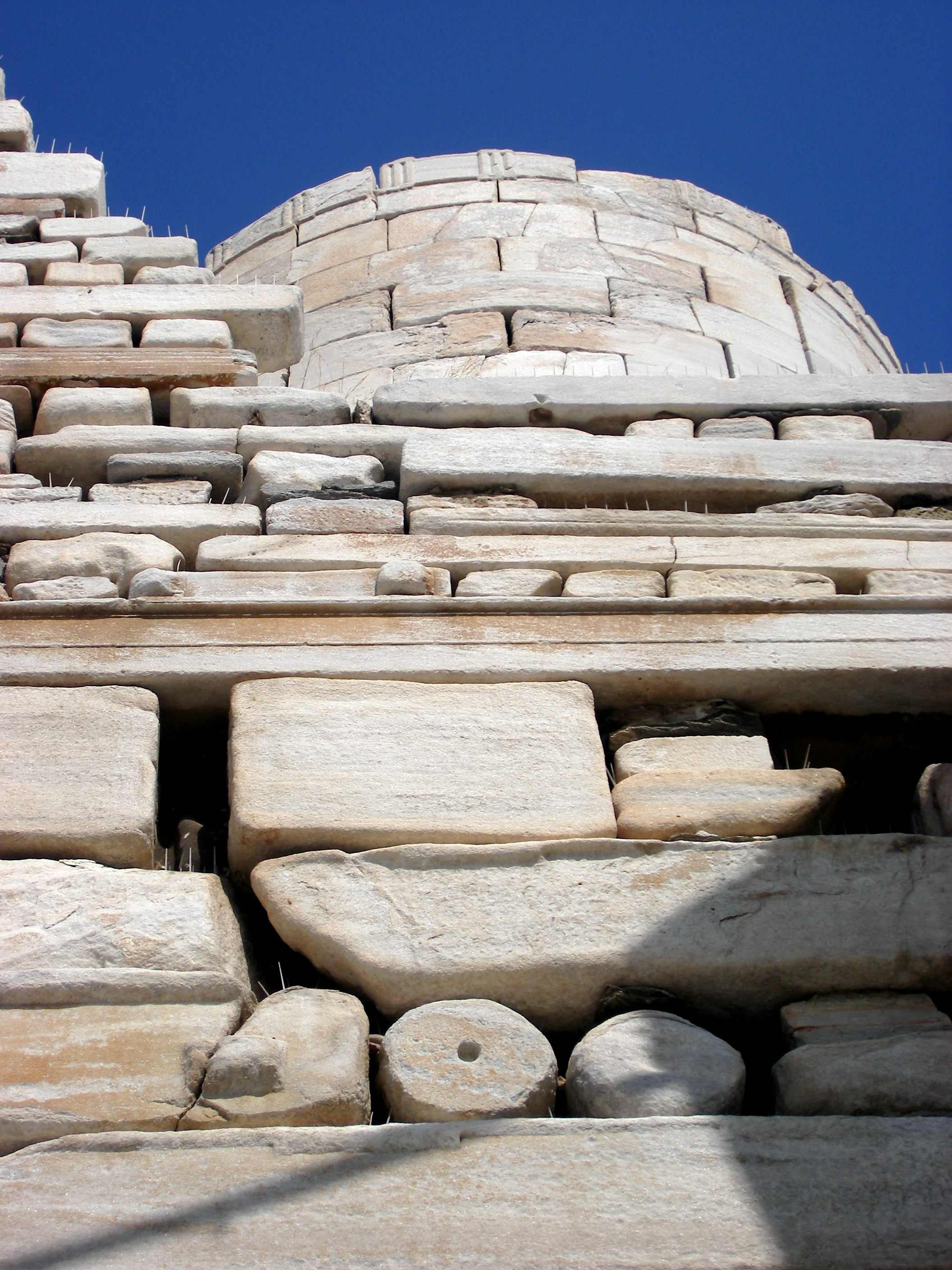
Gewöhnlicher Parischer Marmor als Baumaterial

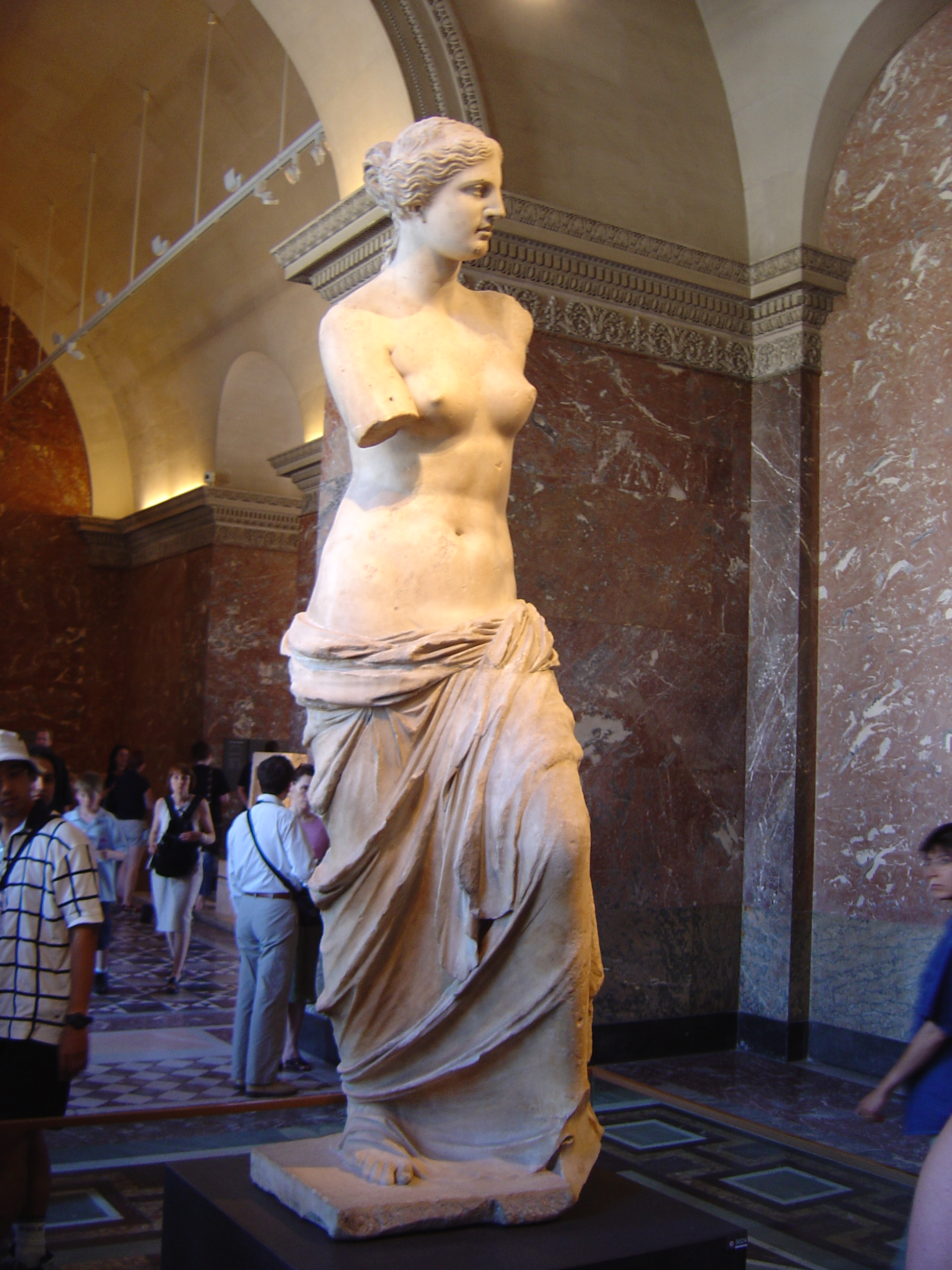
Die Venus von Milo (Aphrodite) im Louvre

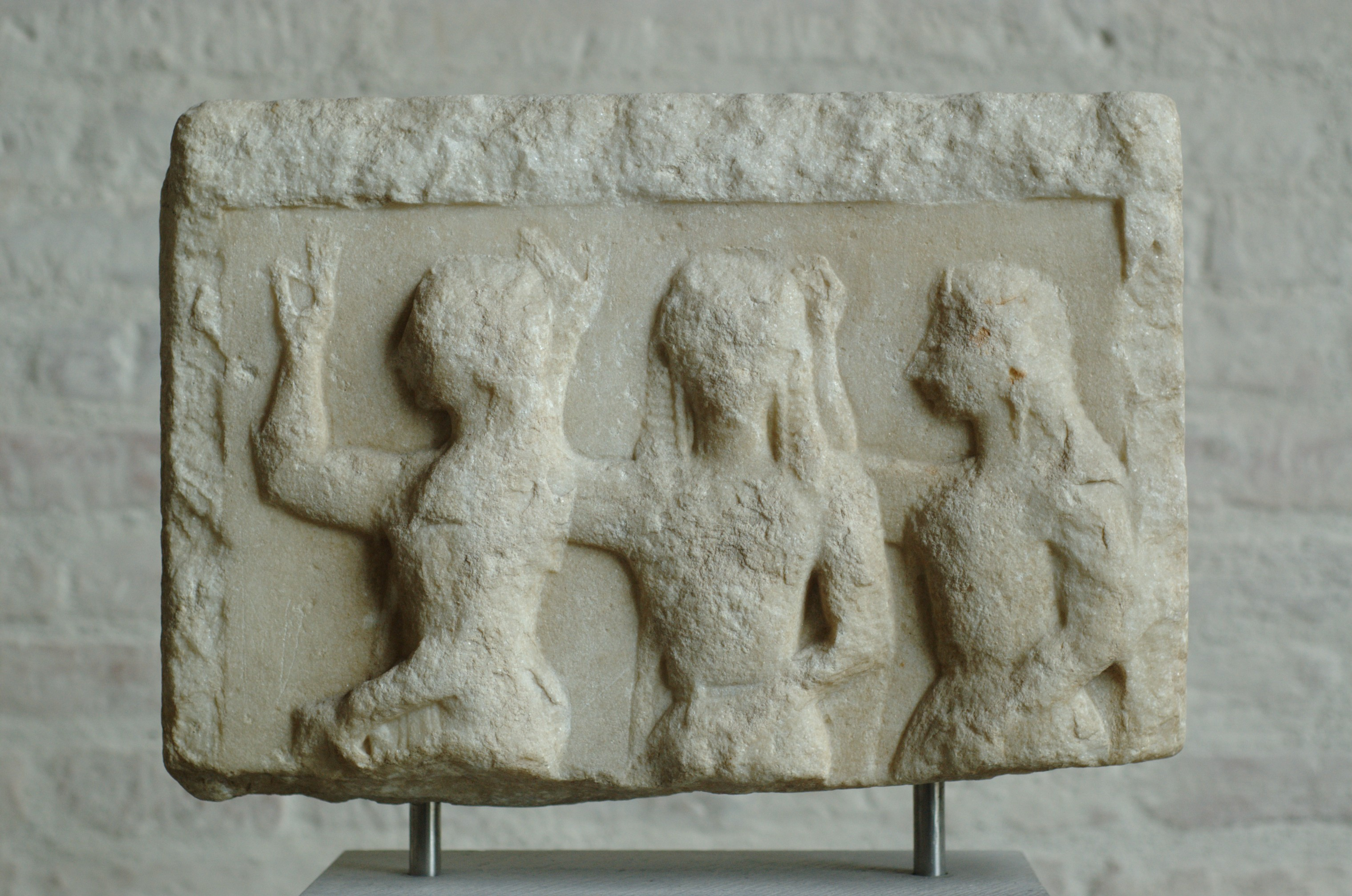
Frauenreigen, Relief von der Insel Paros, ca. 570–560 v. Chr. (Glyptothek in München)

Parischer Marmor ist ein feinkörniger, weißer Marmor von der griechischen Insel Paros. Während er der Kykladeninsel in der Antike als Rohstoff für Skulpturen und Architekturanwendungen große Beachtung brachte, dienen die unterirdischen antiken Abbaustellen im nördlichen Gebirge der Insel heute vor allem als Touristenattraktion.

## Steinbrüche und Gesteinseigenschaften
Auf der Insel Paros sind mehrere alte Steinbrüche existent, die aber nicht alle Material für Statuen liefern konnten. Der Marmor mancher Gewinnungsstellen ist mit Quarzkörnern durchsetzt, was seine Anwendung für Bildhauerarbeiten weitestgehend unmöglich macht. Die Farbe variiert in hellgrauen Tönen, manchmal dunkelgrau und beim Anschlagen des Gesteins ist ein bituminöser Geruch wahrnehmbar.
In den Übergangsbereichen zu benachbarten Gneispartien sind im Parischen Marmor Glimmer und Eisenminerale eingelagert. Die meisten Steinbrüche auf Paros meiden aber die Übergangszonen und erschließen massig ausgeprägte Marmorlagerstätten.
Das Gestein ist überwiegend grobkörnig, üblicherweise zwei bis drei Millimeter, in manchen Fällen bis fünf Millimeter groß. Es handelt sich überwiegend um einen calcitischen Marmor.
Bedeutende antike Steinbrüche liegen zwischen den Ortschaften Parikia und Agios Minas und im Tal, das sich zum Hafen von Naoussa zieht.

## Geschichte des Marmorabbaus
Seit dem 6. Jahrhundert v. Chr. ist der Marmorabbau an der Flanke des Berges Marpesso, dem zentralen Bergmassiv von Paros, insbesondere an der Nordflanke, unweit des Dorfes Marathi nachgewiesen. Im ersten vorchristlichen Jahrhundert kam die Marmorgewinnung unter römischen Einfluss. Plinius benennt ihn in seiner Naturalis historia und verwendet die Bezeichnung lychnites.
Zu den berühmten antiken Bildhauern, die mit dem Parischen Marmor arbeiteten, zählt Praxiteles. Damit ist seine Verwendung im 4. Jahrhundert belegt.

## Statuenmarmor
Den in der Antike begehrten Statuenmarmor gewann man im unterirdischen Abbau, in den so genannten Nymphen-Grotten. Einer bestimmten Bank folgend, wurden hier die Rohstücke des Lychnites genannten Statuenmarmors gewonnen. Diese Bezeichnung bezieht sich auf das griechische Wort λύχνος (deutsch: Lampe, Leuchte), denn das Kristallgefüge ermöglicht eine beachtliche Transluzenz im Gestein. Diese Eigenschaft war für die Statuen sehr geschätzt. Die berühmteste Statue aus Parischem Marmor ist wohl die Venus von Milo. 
Die Lichtdurchlässigkeit führte zu einigen Dachdeckungen bekannter Tempel mit diesem Marmor, wodurch ein gewisses Maß an natürlichem Innenlicht gegeben war.
Zu den bedeutenden antiken Bauten mit Parischem Marmor zählen der Apollontempel in Delphi sowie die Giebelskulpturen des Aphaiatempels auf Ägina.

## Museum
Auf der Insel befindet sich im Hauptort Parikia ein kleines Archäologisches Museum (gegründet 1960). Hier werden Ausgrabungsfunde gezeigt, darunter zahlreiche Relikte antiker Marmorarbeiten.